# Space 2063
Space 2063 (Originaltitel: Space: Above and Beyond) ist eine US-amerikanische Military-Science-Fiction-Fernsehserie von Glen Morgan und James Wong aus dem Jahr 1995. Space 2063 sollte Science-Fiction und Kriegsdrama verbinden. Sie wurde nach einer Staffel mit 22 Folgen eingestellt. In Deutschland wurde die Serie 1996 von VOX ausgestrahlt, später von ProSieben.

## Inhalt
Die Menschheit lebt in Frieden und macht sich auf, fremde Planeten zu erforschen und zu besiedeln. Doch unter der Oberfläche der schönen neuen Welt ist die gleiche Korruption zu finden wie im 20. Jahrhundert auch.
Aero-Tech, das Unternehmen, das die Besiedlung leitet, ignoriert die Warnungen der Einheimischen, nicht auf ihrem heiligen Planeten zu siedeln. Es kommt zwangsläufig zum Krieg. Hier startet die Serie. Fünf junge Leute, die aus verschiedenen Gründen zum US Marine Corps gehen, werden zu einer Truppe zusammengeschweißt, die auf dem interstellaren Trägerschiff Saratoga unter einem altgedienten Lieutenant Colonel Tyrus Cassius „TC“ McQueen gegen die Außerirdischen, die so genannten Chigs, in die Schlacht ziehen.
Aber nicht allein die Chigs sind die Feinde der Menschheit, sondern auch die Silikanten. Zu Beginn waren diese Androiden Arbeitsmaschinen. Aber ihr Entwickler schuf einen Computervirus, der die Silikanten dazu brachte, zu rebellieren. Es kam auf der Erde zu einem jahrelangen Krieg mit den künstlichen Intelligenzen. Als Waffen gegen die Silikanten wurden die Tanks gezüchtet. Dabei handelt es sich um Retortenmenschen, die in vitro gezüchtet und bis zu ihrem 18. Lebensjahr in Fabriken aufbewahrt werden. Die Menschen siegten schließlich im Krieg über die Silikanten; die verbliebenen flohen in gestohlenen Raumschiffen. Der Krieg war für die Menschen gewonnen und die Zivilisation konnte sich erholen. Aber die Tanks haben häufig noch mit Problemen zu kämpfen, denn viele Menschen stehen den Tanks rassistisch gegenüber.

### Handlungsstränge

#### Der Krieg gegen die Chigs (2063–)
Dieser Krieg ist die Haupthandlung, namensgebend und in der Sendung omnipräsent. Er beginnt im Pilotfilm mit dem Angriff der Außerirdischen auf die gerade in Gründung befindlichen Kolonien Vesta und Tellus. Hintergrundinformationen über die Chigs werden in verschiedenen Episoden geliefert. Die Beweggründe der Außerirdischen erfährt der Zuschauer allerdings erst in den Episoden 21 und 22.

#### Nathan West und Kylen Celina
Die beiden waren ein Liebespaar und wollten in den Kolonien eine Familie gründen. Durch einen Eilbeschluss wurde aber entschieden, dass unter den Kolonisten auch In-Vitros sein müssen. Nach dem gescheiterten Versuch Nathans, doch noch als blinder Passagier im Raumschiff der Kolonisten zu den Kolonien zu gelangen, fliegt Kylen allein. Nathan meldet sich, in der Hoffnung, seine Einheit werde zum Schutz der Kolonie abgestellt, freiwillig zum United States Marine Corps (USMC). Die Hoffnung, dass seine Geliebte den Angriff auf die Kolonie überlebt und sich irgendwo in den Weiten des Alls als Gefangene der Chigs befindet, begleitet den Protagonisten und seine Kameraden bis zum Schluss.

#### Die In-Vitros
Durch die während der Silikantenkriege erlittenen schweren Verluste an Menschenleben sah man sich gezwungen, zusätzlich zu den normal gezeugten Kindern mehr Menschen zu produzieren. Genetisch manipulierte oder zumindest nach gewünschter Eigenschaft selektierte Ei- und Spermienzellen wurden in vitro befruchtet; der Fötus reifte anschließend in dazu geeigneten Tanks heran. Wegen des für den Krieg dringend benötigten menschlichen Materials wurde die Wachstumszeit der Föten beschleunigt. In-Vitros werden nach einigen Jahren im Tank mit einem Alter geboren, das ungefähr dem 18. Lebensjahr eines normal herangewachsenen Menschen entspricht. Genau wie ursprünglich den Silikanten herrscht in der Gesellschaft auch den Tanks gegenüber Segregation und Rassismus. Mit Cooper Hawkes und Colonel T. C. McQueen befinden sich zwei In-Vitros in der Truppe.

#### Die Silikanten
AI, künstliche Intelligenzen oder Silikanten sind von Menschen gebaute Maschinen. Sie sind Androiden und dazu konzipiert, die Arbeiten zu verrichten, die Menschen nicht zu verrichten gewillt sind. Der für die Intelligenz maßgeblich verantwortliche Wissenschaftler war etwas eigensinnig und programmierte den Dienern einen eigenen Willen. Aus Eifersucht auf seinen Kollegen, der den Ruhm einheimste, fügte er folgenden Satz zur ursprünglichen Programmierung hinzu: „Geh’ ein Risiko ein.“ So erhoben sich die künstlichen Intelligenzen gegen ihre Macher und es kam zu den Silikantenkriegen. Ihr Hang zum Glücksspiel lässt sich damit ebenfalls erklären. Im Krieg gegen die Chigs verdingen sich viele von ihnen als Söldner gegen die Menschen. Aber etliche sind, mit den ihnen zugestandenen Menschenrechten, in die menschliche Gesellschaft integriert. Eine besondere Bedeutung haben die Silikanten für Shane Vansen, da ihre Eltern vor ihren Augen von Silikanten getötet wurden, als sie fünf Jahre alt war.

#### Aero-Tech und die UN
Die allmächtige und allgegenwärtige Aero-Tech Corporation ist das globale Luft- und Raumfahrtunternehmen schlechthin. Im Jahr 2015 gegründet, hat das Unternehmen ein Quasimonopol inne und ist sehr stark mit der Politik verflochten. Im Laufe der Serie wird zusätzlich klar, dass sie den Krieg gegen die Chigs aus Macht- und Profitgier eingefädelt haben. Die UN hat sich stark gewandelt und hat weit mehr Einfluss als heutzutage. Sie ist eine Weltregierung geworden, obwohl die verschiedenen Länder immer noch über viel Macht verfügen.

#### Nathan West und Neil West
Hierbei handelt es sich um einen nebensächlichen, kleinen Handlungsstrang, auf den in den Folgen 2, 15 und 16 eingegangen wird. Neil West ist der jüngere Bruder von Nathan und meldet sich ebenfalls freiwillig zu den Streitkräften.

## Produktionsgeschichte
1994 trat der Sender FOX an Glen Morgan und James Wong heran, um eine Weltraumserie im Stil von Top Gun im Weltall zu entwickeln. Beide waren Autoren in der ersten Staffel der Serie Akte X. Um dem Top-Gun-Anspruch des Senders gerecht zu werden, wurden junge Schauspieler in den Mittelpunkt gestellt. Im Frühjahr 1995 wurde ein Pilotfilm gedreht. Regie führte David Nutter. Das Drehbuch stammte von Glen Morgan und James Wong Die Senderverantwortlichen orderten nach Ansicht der Pilotfolge zwölf weitere Folgen für eine Serie. Insgesamt wurden weitere 22 Episoden gedreht.

## Pilotfilm
Im Jahre 2063 beginnt die Menschheit mit der Besiedelung des Weltraums. Überlichtschnelle Raumschiffe stehen der Menschheit nicht zur Verfügung. Deshalb sind Reisen zu anderen Welten nur durch die Nutzung von Wurmlöchern möglich, die sich in bestimmten vorhersagbaren Zeitabständen öffnen. Kurz nach der Gründung der Vesta-Kolonie auf einem erdähnlichen Planeten in einem fernen Sonnensystem soll das zweite Auswandererschiff aufbrechen. Nathan West und Kylen Celina gehören zur Besatzung. Die beiden sind ein Liebespaar und haben sich praktisch ihr ganzes Leben lang auf diese Mission vorbereitet. Ihre Träume von einer gemeinsamen Zukunft platzen, als der Chef des Raumfahrtunternehmens Aero-Tech eine politische Entscheidung trifft. Zehn Besatzungsmitglieder sollen durch sogenannte „Tanks“ ersetzt werden. So werden in vitro gezeugte, genetisch manipulierte Menschen bezeichnet, die vor Jahren in Massen gezüchtet wurden, um als Kanonenfutter im Krieg gegen die Silikanten (Androiden mit künstlicher Intelligenz) zu dienen. Die Tanks werden diskriminiert, und ihre Teilnahme am Auswanderungsprogramm soll eine Geste des guten Willens sein. Da die Ressourcen des Kolonistenschiffes genau auf die ursprüngliche Besatzungsstärke zugeschnitten sind, können die Tanks nicht einfach zusätzlich an Bord genommen werden. Neun Siedler, die ihre Plätze räumen müssen, wurden bereits aussortiert. Es fehlt nur noch einer. Sowohl Nathan als auch Kylen erfüllen wichtige Aufgaben, sodass nur auf einen von beiden verzichtet werden kann. Die Wahl fällt auf Nathan. Er versucht den Start als blinder Passagier mitzumachen, wird aber festgenommen. Das Schiff startet ohne ihn.
Nathan hat nur noch eine Möglichkeit, Kylen jemals wiederzusehen. Er muss sich freiwillig zum US Marine Corps melden, denn die Space Aviator Cavalry soll künftig den Schutz der Kolonien übernehmen. Bevor Nathan davon träumen kann, ins Cockpit eines Raumjägers zu steigen, muss er wie alle anderen Rekruten den harten Drill der Grundausbildung über sich ergehen lassen. Zu den Kameraden in seiner Einheit, der 58. Schwadron, gehören der Tank Cooper Hawkes, der in den Dienst gezwungen wurde und zunächst jeglichen Teamgeist vermissen lässt, sowie Shane Vansen, die als Kind die Ermordung ihrer Eltern durch Silikanten mit ansehen musste. Nach und nach raufen sich die jungen Leute zusammen. Sie werden schließlich zu engen Freunden. Eines Tages erreicht eine Schreckensmeldung die Erde. Sowohl die Vesta-Kolonie als auch Kylens Schiff wurden von Außerirdischen vernichtet. Die Menschen waren bisher davon überzeugt, allein im All zu sein. Es gibt keine Informationen über die Absichten und die militärische Stärke der Fremden. Es wird schnell klar, dass sie den Streitkräften der Erde zumindest ebenbürtig, wenn nicht sogar überlegen sind, denn ein Gegenschlag des USMC wird zum Desaster. Selbst die Elite-Kampfjägerstaffel „Angry Angels“ wird fast vollständig aufgerieben. Somit befindet sich die Menschheit in einem Krieg, den sie möglicherweise verlieren wird.
Nathan und die anderen Rekruten werden in ihren ersten echten Einsatz geschickt. Sie sollen eine defekte Kommunikationsanlage auf dem Mars instand setzen. Dort beobachten sie den Absturz eines feindlichen Erkundungsschiffes. Einer der Fremden überlebt, greift die Soldaten an und tötet einen von ihnen. Der Außerirdische wird gefangen genommen. Er stirbt, als die Menschen ihm etwas zu trinken geben wollen. Wasser ist offensichtlich für diese Wesen giftig. Es gelingt dem Militär, den Bordcomputer des feindlichen Schiffes auszulesen und Erkenntnisse über die Schlachtpläne der Angreifer zu gewinnen. Angeblich werden zwei Drittel der gegnerischen Streitkräfte demnächst an einem bestimmten Punkt zusammengezogen. Praktisch die gesamten vereinten Streitkräfte der Erde sollen ihnen in den Rücken fallen. Man hofft, die bisherige Serie von Niederlagen beenden und dem Feind erstmals einen empfindlichen Schlag versetzen zu können. Jetzt endlich erhalten Nathan und seine Kameraden ihre Weltraum-/Atmosphärenjäger vom Typ SA-43 („Hammerhead“). Sie geben ihrer Staffel den Rufnamen „Wildcards“. Ihr Trägerschiff ist die USS Saratoga. Die Menschen gehen in eine Falle. Die Schlachtpläne waren falsch und sollten die irdische Flotte in die Irre führen. Die Streitmacht der Fremden ist bereits unterwegs zum jetzt fast schutzlosen Planeten Erde.
Nur die unerfahrenen Wildcards sind noch vor Ort. Sie verstecken sich im Asteroidengürtel, um die Feindflotte überraschend anzugreifen, sobald diese dort vorbeifliegt. Die Fremden passieren den Asteroidengürtel jedoch in zu großer Entfernung. Hawkes riskiert sein Leben, um die gegnerischen Schiffe zu seinen Kameraden zu locken. Diese halten die Fremden lange genug auf, bis Verstärkung eintrifft. Die Außerirdischen werden vernichtend geschlagen und ziehen sich zurück. Nathan und seine Kameraden werden als Retter der Menschheit geehrt. Lieutenant Colonel McQueen – ein Tank wie Hawkes und ein Überlebender der Angry Angels – wird ihr neuer Vorgesetzter.

## Episodenliste
| Nr. (ges.) | Nr. (St.) | Deutscher Titel           | Originaltitel                       | Erstausstrahlung USA | Deutschsprachige Erstausstrahlung (D) | Regie                  | Drehbuch                        |
| --- | --------- | ------------------------- | ----------------------------------- | -------------------- | ------------------------------------- | ---------------------- | ------------------------------- |
| 1 | 1         | In der Höhle des Löwen    | The Farthest Man from Home          | 1. Okt. 1995         | 3. März 1996                          | David Nutter           | Glen Morgan & James Wong        |
| Landetruppen des Trägerschiffes USS Saratoga untersuchen die Absturzstelle des von den Chigs abgeschossenen Siedlerschiffes auf dem Planeten Tellus. Ein Überlebender wird gefunden und zur Saratoga gebracht. Er wird von Howard Sewell verhört, einem hochrangigen Aero-Tech-Mann, der mehr als jeder andere Mensch über die Chigs zu wissen scheint. Als Nathan West das Ganze zufällig beobachtet, schöpft er neue Hoffnung. Um mehr über das Schicksal seiner Freundin Kylen Celina zu erfahren, schleicht er sich durch einen Lüftungsschacht zur Zelle des Überlebenden. Der Mann ist zwar immer noch völlig verstört, aber Nathan glaubt seinem wirren Gerede entnehmen zu können, dass Kylen noch am Leben sein könnte. Er missachtet alle Befehle und kapert einen Hammerhead, um auf Tellus zu landen. Der Planet ist jedoch in den Händen der Chigs. Nathans Jäger wird beim Anflug beschädigt und kann nicht mehr starten. Im Wrack des Siedlerschiffes findet Nathan einige Identifikationschips, darunter auch den seiner Freundin. Kylen und zahlreiche andere Siedler haben den Absturz überlebt. Der Chip enthält eine Textbotschaft, die Nathan zum Versteck der Menschen führt. Dort findet Nathan nur zwei andere Frauen vor und stößt auf eine vermutlich uralte Begräbnisstätte der Chigs. Die Frauen erklären, dass die Chigs die Höhle meiden und dass die anderen Siedler von den Chigs weggebracht worden sind. Nathan entdeckt ein Camp der Außerirdischen, in dem sich einige gefangene Menschen befinden. Inzwischen haben sich Shane Vansen und Cooper Hawkes von einem Patouillenflug abgesetzt, um Nathan zu helfen. Auch Cooper wird abgeschossen. Er muss sich mit dem Schleudersitz retten. Shane ruft per Funk um Hilfe. Colonel McQueen lässt seine Leute nicht im Stich und schickt ein Landungsschiff, obwohl Tellus als verbotene Zone gilt. Die 58. Schwadron der Space Aviator Cavalry (die Wildcards) sorgt für Luftunterstützung. Nathan, Cooper und die beiden Frauen werden evakuiert, aber die Chigs können entkommen. Nathan kann nur vermuten, dass sich Kylen in ihrer Gewalt befindet. McQueen, Nathan, Shane und Cooper glauben jetzt, sich wegen ihrer befehlswidrigen Alleingänge verantworten zu müssen. Doch Commodore Ross, Kommandant der Saratoga, erklärt die ganze Angelegenheit zur absoluten Geheimsache. Somit gehen die Wildcards straffrei aus. McQueen nimmt an, dass jemand von ganz oben die Fäden gezogen hat. |           |                           |                                     |                      |                                       |                        |                                 |
| 2 | 1         | Kopf oder Zahl            | The Dark Side of the Sun            | 8. Okt. 1995         | 10. März 1996                         | Charles Martin Smith   | Glen Morgan & James Wong        |
| Shane hat ständig wiederkehrende Alpträume. Sie wird die Erinnerung an jene Nacht nicht los, in der ihre Eltern von Silikanten getötet worden sind. Shane hat ungute Vorahnungen, als die Wildcards ihren neuesten Auftrag erhalten. Sie sollen die Bergbaukolonie Bunuel bewachen. Dort wird Helium-3 abgebaut, ein für die Herstellung von Raketentreibstoff unentbehrlicher und somit kriegsentscheidender Rohstoff. Schon beim Anflug wird ein fremdes Signal aufgefangen. Kurz nach der Landung auf Bunuel werden die Marines beschossen. Das Bergwerk wurde von Silikanten erobert, die alle Kolonisten getötet haben. Shanes Urteilsvermögen ist aufgrund ihrer Ängste getrübt. Sie kann sich nicht für einen Angriff entscheiden. Nathan bringt sie jedoch zur Besinnung. Die Marines dringen in die Bergbauanlage ein, doch bis auf Shane und Nathan fallen alle in die Hände der Silikanten. Einige werden getötet. Nathan befreit seine Kameraden, während sich Shane einen versprengten Silikanten vornimmt. Die Androiden besitzen eine kollektive Erinnerung und Shane will von ihrem Gefangenen erfahren, warum ihre Eltern sterben mussten. Die Antwort ist banal. Die Silikanten mussten sich für ein bestimmtes Haus entscheiden und haben eine Münze geworfen. Die Vorliebe fürs Glücksspiel ist fest in der Programmierung der Silikanten verankert. Um Kreativität in den Kunstwesen zu wecken, hatte ein Wissenschaftler seinerzeit ein Computervirus in ihr Grundprogramm implementiert. Der Befehl lautete: „Geh ein Risiko ein“. Dies war die Ursache für ihre Rebellion. Shane eilt ihren Kameraden zu Hilfe, die in eine Ecke gedrängt wurden und keine Munition mehr haben. Sie vernichtet alle in der Kolonie verbliebenen Silikanten im Alleingang und schießt das Schiff einer anderen Gruppe, die fliehen wollte, mit einem Raketenwerfer ab. Ihre Alpträume besiegt sie damit jedoch nicht. |           |                           |                                     |                      |                                       |                        |                                 |
| 3 | 1         | Meuterei                  | Mutiny                              | 15. Okt. 1995        | 17. März 1996                         | Stephen Cragg          | Stephen Zito                    |
| Die Wildcards geraten auf dem Planeten Groombridge 34 unter Feuer und werden vom Frachtschiff SS MacArthur evakuiert. Die Besatzung des Schiffes besteht zum Teil aus Tanks. Hunderte weitere Invitros werden in Frachtcontainern mitgeführt. Sie befinden sich noch im Tiefschlaf und sollen als Arbeiter in einer Plutoniummine eingesetzt werden. Von J.J. Keats, einem der Invitro-Ingenieure im Maschinenraum, erhält Cooper eine Frachtliste, der er entnehmen kann, dass sich jemand aus seinem Genpool in einem der Tanks befindet. Es ist eine Schwester, von der er bisher nichts wusste. Der einzige relativ sichere Weg zum Rendezvous mit der Saratoga führt zwischen zwei Sonnen hindurch. Die Eruptionen der Sonnen stören die Schiffssysteme, so dass die Ankunft eines D-Klassen-Zerstörers der Chigs vom Typ U 378 zunächst unbemerkt bleibt. Der Zerstörer greift an und setzt dabei unter anderem eine Mikrowellenwaffe ein, die zur Überhitzung des Reaktors der MacArthur führt. Somit steht nicht genug Energie für Flucht oder Gegenangriff zur Verfügung. Captain Lewelyn sieht nur einen Ausweg. Eine Frachtraumsektion muss abgeschaltet werden, was gleichbedeutend mit dem Tod der dort eingelagerten Invitros wäre. Die Wahl fällt auf den größten Stromfresser: Sektion 46 mit 168 Tanks, darunter Coopers Schwester. Die Invitros meutern, um den Tod ihrer schlafenden Artgenossen zu verhindern. Es fallen Schüsse. Captain Lewelyn und der erste Offizier werden getötet. Coopers Pflichtgefühl siegt. Er bewegt die Invitros zur Aufgabe und deaktiviert Sektion 46 schließlich schweren Herzens selbst. Die MacArthur stellt sich tot, um den Chig-Zerstörer anzulocken. Dessen Ortungsanlagen werden ebenfalls durch die Sonneneruptionen gestört, so dass sich die Chigs durch Sichtkontakt vom Abschuss überzeugen müssen. Als der Zerstörer nahe genug herangekommen ist und somit keine Raketen mehr abfeuern kann, schießen Vanessa Damphousse und Paul Wang ihn mit den Bordkanonen ab. Cooper muss nun damit leben, den einzigen Menschen getötet zu haben, der ihm die Familie hätte ersetzen können, die er nie hatte. |           |                           |                                     |                      |                                       |                        |                                 |
| 4 | 1         | Das schwarze Loch         | Ray Butts                           | 22. Okt. 1995        | 24. März 1996                         | Charles Martin Smith   | Glen Morgan & James Wong        |
| Lieutenant Colonel Raymond Thomas Butts, ein Elite-Offizier der Spezialeinsatzkräfte, kommt unangekündigt in die Saratoga. Der Mann hat ein Alkoholproblem, legt sich mit jedem an und gibt nichts über sich oder seine Absichten preis. Butts ist bald allgemein unbeliebt, vor allem bei den Wildcards, denn er lässt sie seine Überlegenheit deutlich spüren und kann sich obendrein auf Geheimbefehle berufen, die es ihm erlauben, den Oberbefehl über die 58. Schwadron an sich zu reißen. Sowohl McQueen als auch die Wildcards befürchten, dass Butts seine neuen Untergebenen opfern wird, um sein geheimnisvolles Ziel zu erreichen. Nach kurzem Spezialtraining springen Nathan, Shane, Cooper, Vanessa und Paul mit Fallschirmen auf einem von den Chigs kontrollierten Planeten ab. Butts erläutert nun das Einsatzziel. Auf dem Planeten befinden sich sechs Hammerheads, die dem Feind nicht in die Hände fallen dürfen. Butts und die Wildcards sollen die Jäger zur Saratoga bringen. Kurz nach dem Briefing verschwindet Butt spurlos und lässt seine Leute mitten im Feindesland zurück. Sie können seinen Spuren folgen und beobachten ihn beim Ausheben eines Grabes. Zur Rede gestellt, rückt Butts endlich mit der Wahrheit heraus. Er war Anführer einer Jägerstaffel, die eine feindliche Anlage auf dem Planeten vernichten sollte. Nach der Landung hat Butts diese Aufgabe im Alleingang erledigt, weil seine Leute Bedenken hatten und ihm nicht folgen wollten. Bei der Rückkehr musste er mit ansehen, wie die anderen von den Chigs niedergemetzelt wurden. Er musste fliehen, will seine Kameraden nun aber anständig beerdigen. Die Wildcards helfen ihm dabei. Danach müssen sich Butts und die Wildcards mit den sechs Hammerheads einen Weg durch feindliche Kampfjäger bahnen. Die Route zurück zur Saratoga führt direkt am Schwarzen Loch Cerberus vorbei und wird durch zwei Spezialschiffe der Chigs blockiert, die der gewaltigen Anziehungskraft des Schwarzen Loches widerstehen können. Um sie auszuschalten und die Wildcards zu retten, muss Butts den Sicherheitsabstand zum Schwarzen Loch unterschreiten. Er vernichtet die Chigs, doch dann wird sein Hammerhead durch die Gravitationskräfte des Schwarzen Loches zerrissen. Die Wildcards kehren wohlbehalten zur Saratoga zurück. |           |                           |                                     |                      |                                       |                        |                                 |
| 5 | 1         | Hexenjagd                 | Eyes                                | 5. Nov. 1995         | 31. März 1996                         | Félix Enríquez Alcalá  | Glen Morgan & James Wong        |
| UNO-Generalsekretär Spencer Chartwell, seit einer 2012 verabschiedeten Resolution der mächtigste Mann der Welt, wird von einem Invitro ermordet. Daraufhin müssen sich alle Invitros der Flotte einem Loyalitätstest unterziehen. Cooper und McQueen werden an Bord der Saratoga befragt. Der Colonel wird inhaftiert, weil er sich weigert, die ehrenrührigen Fragen des Tests zu beantworten. Gleichzeitig werden Neuwahlen vorbereitet. Die aussichtsreichsten Kandidaten sind Chartwells Stellvertreter Nicholas Chaput und die US-Botschafterin Diane Hayden. Chaput ist das Oberhaupt der rechtsextremen „Partie Nationale d’Identité“, unter deren Führung Frankreich aus der Europäischen Union ausgetreten ist. Er ist außerdem für seine ablehnende Haltung gegenüber den Invitros bekannt. Hayden war bis vor kurzem Vorstandsmitglied von Aero-Tech. Sie ist wegen ihrer Befürwortung von Friedensgesprächen mit den Chigs umstritten. Chaput und Hayden sowie weitere Politiker und deren Gefolge treffen in der Saratoga ein. Shane ist nicht erfreut, als sie erfährt, dass Hayden von einigen Silikanten begleitet wird. Bei der Anreise wird ein Bombenattentat auf Hayden verübt. Richard Cwirko, ein neues Crewmitglied der Wildcards, kann die Bombe noch rechtzeitig ins All befördern. Chaput will Nathan auf seine Seite ziehen und weiht ihn in ein Staatsgeheimnis ein. Angeblich wusste Aero-Tech von der Existenz der Chigs. Es war auch bekannt, dass Tellus zu deren Hoheitsgebiet gehört. Trotzdem wurde der Planet zur Besiedlung freigegeben. Somit wurden Kylen und die anderen Siedler von Aero-Tech wissentlich ins Feuer geschickt. Letzten Endes tragen Hayden und die anderen Aero-Tech-Chefs die Schuld am Ausbruch des Krieges. Chaputs Sicherheitschef bittet Nathan, bei der nächsten Patrouille ein Schott offen zu lassen, durch das man zu den Quartieren der Politiker gelangt. Nathan geht darauf ein, versteckt sich aber im Korridor. Erwartungsgemäß erscheint ein Attentäter. Es ist Cwirko. Er hat es allerdings nicht auf Hayden abgesehen, sondern auf Chaput. Nathan stellt Cwirko, der mit einem Hammerhead fliehen will. Nathan schießt auf den abdockenden Jäger, wobei die Pilotenkanzel zerstört wird. Cwirko stirbt. Er kann nun nicht mehr verraten, dass Hayden und Chaputs Sicherheitschef unter einer Decke stecken. Hayden hält den rechtsextremen Politiker für gefährlich und will ihn beseitigen. McQueen befürchtet zu Recht, dass Cooper durch Drogen oder Hypnose zu einem Schläfer gemacht wurde. Der Colonel stellt sich deshalb doch noch dem Loyalitätstest, um aus der Zelle herauszukommen. Commodore Ross schreitet ein, als die Testfragen allzu indiskret werden, denn er vertraut McQueen. Dieser kann verhindern, dass Cooper auf Chaput schießt. Chaputs Sicherheitschef wird verhaftet. Auf Hayden fällt kein Verdacht. Sie wird zur UNO-Generalsekretärin gewählt. Nathan soll einen Orden erhalten, möchte aber lieber die Wahrheit wissen. Hayden schweigt. |           |                           |                                     |                      |                                       |                        |                                 |
| 6 | 1         | Der unsichtbare Feind     | The Enemy                           | 12. Nov. 1995        | 7. Apr. 1996                          | Michael Katleman       | Marilyn Osborn                  |
| Die Wildcards erhalten den Auftrag, Nachschub zum Planeten Tartarus zu bringen. Auf dieser lebensfeindlichen Welt von zweifelhaftem strategischem Wert toben seit Beginn des Krieges schwere Bodenkämpfe zwischen Marines und Chigs. Es ist von tausenden Todesopfern und vielen Vermissten die Rede; entscheidende Bodengewinne konnten bisher von niemandem gemacht werden. In der Landezone finden die Wildcards nur Tote sowie einen offensichtlich durchgedrehten Soldaten vor, der auf die eigenen Leute und auf den ISSCV-Transporter der Wildcards schießt. Das Landungsschiff wird beschädigt und kann nicht mehr starten. Der Soldat fällt einer Mine zum Opfer. Plötzlich flammt ein grelles Licht auf, durch das die Wildcards trotz ihrer Kampfanzüge leichte Verbrennungen erleiden. Wenig später beginnen sie unter Kopfschmerzen und zunehmenden Halluzinationen zu leiden, was dazu führt, dass Paul die Funkanlage beschädigt. Auf der Suche nach Ersatzteilen entdeckt Nathan einen Bunker voller Marines, die sich gegenseitig getötet haben. Die Wildcards sind sich zwar darüber im Klaren, dass sie manipuliert werden, können sich aber nicht dagegen wehren. Ihre tiefsten Ängste werden so sehr verstärkt, dass sie aufeinander losgehen. Vanessa verweigert mehrere direkte Befehle. Es gelingt den Wildcards dennoch, das Funkgerät zu reparieren und um Hilfe zu rufen. Sie werden evakuiert. Zurück in der Saratoga werden sie wegen Vanessas Befehlsverweigerung verhört. Der Sache wird nicht weiter nachgegangen, denn McQueen und Commodore Ross glauben, dass die Soldaten Opfer einer neuen Waffe der Chigs geworden sind. |           |                           |                                     |                      |                                       |                        |                                 |
| 7 | 1         | Das trojanische Pferd     | Hostile Visit                       | 19. Nov. 1995        | 14. Apr. 1996                         | Thomas J. Wright       | Peyton Webb                     |
| Einige Chig-Bomber greifen die Saratoga an, werden aber abgewehrt. Eines der feindlichen Schiffe ist kampfunfähig, bleibt aber unbeschädigt und kann von den Wildcards geentert werden. Es wird in einem Frachtraum der Saratoga von Sewell und anderen Aero-Tech-Mitarbeitern untersucht. Sewell behält die Ergebnisse für sich, aber die Wildcards können einen Datenträger des Bombers auslesen. Er enthält Angaben zum Ursprungsort des Schiffes: Er kommt vom Planeten Ceres. Diese Informationen könnten kriegsentscheidend sein, denn bisher konnte sich die Menschheit nur leidlich gegen die ständigen Angriffe der Chigs verteidigen. Jetzt ist erstmals der Standort einer feindlichen Basis bekannt. McQueen und Ross entscheiden, dass der Chig-Bomber als Trojanisches Pferd für einen Angriff auf diese Basis genutzt werden soll. Die Wildcards melden sich freiwillig für diesen Einsatz. McQueen wird mitfliegen. Allen ist klar, dass es sich um ein Himmelfahrtskommando handelt. Außerdem haben die Menschen nur wenig Zeit, sich mit der Steuerung des biomechanischen Schiffes vertraut zu machen und zu allem Überfluss legt ihnen Sewell Steine in den Weg, da Aero-Tech andere Ziele verfolgt. Die Mission verläuft zunächst gut. Der Bomber wird von Chig-Patrouillen ignoriert und kann tief in feindliches Gebiet eindringen. Der Angriff schlägt jedoch fehl. Die Bomben schlagen abseits der Basis ein. Der Bomber wird abgeschossen. McQueen und die Wildcards verlassen das Schiff mit einer Rettungskapsel. |           |                           |                                     |                      |                                       |                        |                                 |
| 8 | 1         | Folter                    | Choice or Chance                    | 26. Nov. 1995        | 21. Apr. 1996                         | Félix Enríquez Alcalá  | Doc Johnson                     |
| Die Rettungskapsel wird sofort nach der harten Landung von Silikanten angegriffen. Cooper und McQueen können fliehen. Sie beschaffen sich Waffen und funken mit zweckentfremdeten Bauteilen eines besiegten Silikanten ein Notsignal an die Saratoga. Dem Datenspeicher des Androiden entnehmen sie, wohin ihre Gefährten gebracht wurden: In das von Silikanten für die Chigs geführte Bergwerk Kazbek. Dort werden bereits andere Menschen als Arbeitssklaven gefangen gehalten. darunter Kylen. Sie nimmt Kontakt mit Nathan auf und verhilft ihm zur Flucht. Derweil wird Paul von dem Silikanten Elroy EL 1327 gefoltert und schließlich gebrochen, so dass er bereit ist, sich selbst vor laufender Kamera als Kriegsverbrecher zu bezeichnen. Shane und Vanessa werden von einem Chig beobachtet. Sie sollen dazu gebracht werden, sich gegenseitig umzubringen. Die Frauen durchschauen das perfide Experiment jedoch und können sich schließlich befreien. Gleichzeitig dringen Cooper und McQueen in das Lager ein. Paul wird befreit. Draußen werden die Marines von Nathan erwartet, der die Gelegenheit gehabt hätte, sich mit Kylen in Sicherheit zu bringen. Er wollte jedoch seine Freunde nicht im Stich lassen und ist ohne sie umgekehrt. Es kommt zu einem Feuergefecht mit den Silikanten. Plötzlich taucht Kylen auf und ruft die Marines zu sich. Nathan erschießt sie, denn sie hat sich schon zuvor merkwürdig verhalten und konnte die Namen von Nathans Freunden unmöglich kennen. Die Tote verwandelt sich in einen Chig-Gestaltwandler, der sich in grünen Schleim auflöst. Die Wildcards werden von der Saratoga evakuiert. Gleichzeitig dringen Soldaten ins Bergwerk ein und bergen dort etwas, das Sewell überbracht wird. |           |                           |                                     |                      |                                       |                        |                                 |
| 9 | 1         | Gedenket der Toten        | Stay with the Dead                  | 3. Dez. 1995         | 28. Apr. 1996                         | Thomas J. Wright       | Matt Kiene & Joe Reinkemeyer    |
| Nathan wird schwer verwundet in die Krankenstation der Saratoga eingeliefert. Er leidet unter teilweisem Gedächtnisverlust. Nur bruchstückhaft kehren die Erinnerungen an seinen letzten Einsatz zurück, bei dem er, wie McQueen behauptet, all seine Kameraden verloren hat. Die Wildcards sollten die Überlebenden der 61. Schwadron vom umkämpften Planeten Ker retten, haben dort aber nur Tote vorgefunden und sind selbst in schwere Bedrängnis geraten. Ihr Transporter wurde vernichtet, so dass sie auf dem Planeten festsaßen. Nathan hatte einen Funkspruch abgesetzt und mitgeteilt, alle Wildcards seien tot. Tatsächlich wurde nur Nathan lebend geborgen, ansonsten wurden nur Leichen in den Uniformen der 58. Schwadron gefunden. Nathan leidet unter den wiederkehrenden Erinnerungen an diese Ereignisse. Er will nicht glauben, dass seine Freunde tot sein sollen. Die Ärzte halten eine Gedächtnislöschung für angezeigt, weil sie Nathan für selbstmordgefährdet halten. Kurz vor dem entscheidenden Eingriff erinnert sich Nathan daran, was wirklich geschehen ist. Um die Chigs in eine Falle zu locken, haben die Wildcards ihre Uniformen mit den Toten der 61. Schwadron getauscht. Nathan sollte der Lockvogel sein. Der Hinterhalt war erfolgreich, aber Nathan wurde verwundet und musste bei den Toten zurückbleiben. McQueen vertraut Nathan, als dieser behauptet, die Wildcards seien noch am Leben. So können sie nach drei Tagen evakuiert werden. |           |                           |                                     |                      |                                       |                        |                                 |
| 10 | 1         | Per Anhalter durchs All   | The River of Stars                  | 17. Dez. 1995        | 5. Mai 1996                           | Tucker Gates           | Marilyn Osborn                  |
| An Weihnachten 2063 wird ein ISSCV-Konvoi von den Chigs angegriffen. Einige Schiffe werden vernichtet, nur drei erreichen die Saratoga. Der Transporter der Wildcards ist nicht dabei. Ein Triebwerk wurde beschädigt und es ist nur noch ein kleiner Rest Treibstoff übrig. Das Schiff treibt durchs Niemandsland Richtung Chig-Territorium. McQueen gibt seine Leute nicht verloren, zumal Funksprüche im ISSCV offensichtlich empfangen werden. Die Wildcards können lediglich nicht antworten, weil ihr Sender ausgefallen ist. Sie erfahren, dass man im falschen Raumsektor nach ihnen sucht. Shane verteilt Weihnachtsgeschenke, die sie eigentlich für einen passenderen Moment mitgenommen hat. Paul lehnt ab, weil er den Glauben an Gott angesichts der Kriegsgräuel verloren hat. Er wird jedoch eines Besseren belehrt, als plötzlich Chig-Jäger auftauchen, aber ganz entgegen ihrer sonstigen Gewohnheit weiterfliegen, ohne das ISSCV zu vernichten. Wenig später werden Funksignale aufgefangen, durch die Paul auf einen Kometen aufmerksam gemacht wird, der sich auf Kollisionskurs nähert. Die Signale enthalten genaue Anweisungen zu einem riskanten Flugmanöver. Mit dem letzten Treibstoff kann das ISSCV so ins Schwerkraftfeld des Kometen gelenkt werden, dass dieser das Schiff mitschleppt. Seine Flugbahn führt in den von Menschen kontrollierten Sektor zurück. Nachdem Paul die beschädigte Triebwerksgondel per Hand ausgerichtet hat, wird das Manöver ausgeführt. Auch McQueen hat die mysteriösen Signale aufgefangen und einen Suchtrupp zum Kometen entsandt, obwohl befürchtet werden musste, dass es sich um eine Falle handelt. So können die Wildcards letztlich doch noch Weihnachten an Bord der Saratoga feiern. |           |                           |                                     |                      |                                       |                        |                                 |
| 11 | 1         | Wer überwacht die Vögel?  | Who Monitors the Birds?             | 7. Jan. 1996         | 12. Mai 1996                          | Winrich Kolbe          | Glen Morgan & James Wong        |
| Wie alle anderen Invitros wurde auch Cooper beigebracht, wie man einen Gegner am effektivsten tötet, und dass man seinem Land bedingungslosen Gehorsam schuldet. Die Indoktrination war in Coopers Fall nicht erfolgreich; er hat unerwünschte Fragen gestellt. Deshalb sollte er „ausradiert“ werden. Er wurde jedoch gewarnt, tötete den Mann, der ihn ermorden wollte, und entkam aus der Erziehungsanstalt. Nach einiger Zeit wurde er wieder aufgegriffen und für das Militär zwangsverpflichtet. Jetzt gehört er zur 58. Schwadron, die so etwas wie eine Familie für ihn geworden ist. Als bester Schütze der Saratoga wird er Anfang 2064 von Major Colquitt für eine Geheimmission ausgewählt. Im Falle eines Erfolges soll er ehrenhaft aus dem Marine-Corps entlassen werden. Ziel ist ein hochrangiger Chig-Offizier, der den Angriff auf die Vesta-Kolonie geleitet haben soll und sich zu einem bestimmten Zeitpunkt auf dem Planeten Ticros aufhalten wird. Colquitt und Cooper führen den Einsatz zu zweit durch. Sie haben Erfolg, aber Colquitt wird getötet. Cooper muss nun längere Zeit allein im Feindesland überstehen, bevor er abgeholt werden kann. Er tötet einige Chigs, verschont jedoch einen Gegner, mit dem eine Verständigung durch Zeichensprache möglich zu sein scheint. Wenig später ist Cooper jedoch gezwungen, auch ihn zu töten. Cooper hat mehrmals Visionen von seiner Vergangenheit und von einer bedrohlichen Frauengestalt (der „Hure des Krieges“) mit Shanes Gesicht. Bevor er sich auf den Weg zum Evakuierungspunkt macht, zerreißt er die Entlassungsurkunde. |           |                           |                                     |                      |                                       |                        |                                 |
| 12 | 1         | Visionen des Todes        | Level of Necessity                  | 14. Jan. 1996        | 19. Mai 1996                          | Thomas J. Wright       | Matt Kiene & Joe Reinkemeyer    |
| Bei einem gemeinsamen Einsatz der 46. und 58. Schwadron auf dem Planeten Daedalus sieht Vanessa plötzlich, dass einige Soldaten der 46. von einer Aura umgeben sind, und nimmt ein Gefühl der Bedrohung wahr. Sie hält ihre Kameraden von der 58. zurück, als die anderen in einen Tunnel eindringen. Wenig später sind die Männer der 46. tot, zerfetzt von einer Chig-Granate. Da Vanessa nicht erklären kann, was wirklich geschehen ist, notiert McQueen im Bericht, dass es sich um einen Fall von anormaler Intuition gehandelt habe. Dadurch wird das Interesse Matthew Burkes geweckt. Der Colonel ist Leiter des Psi-Korps, einer eher belächelten Abteilung der CIA. Er testet Vanessa, doch es gelingt ihr nicht, ihre hellseherischen Kräfte (von deren Existenz Burke im Gegensatz zu ihr fest überzeugt ist) willentlich einzusetzen. Burke glaubt, dass die Gabe nur in Momenten höchster Gefahr aktiv wird. Um seine Theorie zu beweisen, sorgt er dafür, dass die Wildcards erneut auf Daedalus eingesetzt werden. Burke begleitet die Gruppe als Beobachter. Tatsächlich nimmt Vanessa eine Person mit Aura wahr, kann den Tod des Betroffenen aber nicht verhindern. Die Aura erscheint nochmals, diesmal weiß Vanessa aber nicht, welche Person sterben wird. Wie sich herausstellt, hat sie ihren eigenen Tod vorhergesehen. Beim Angriff auf ein Munitionsdepot der Chigs gerät sie ins Kreuzfeuer. Doch auch Burke sieht die Aura und zieht das Feuer auf sich. Er wird tödlich getroffen. Die Wildcards kehren zur Saratoga zurück. Vanessa versteckt Burkes Aufzeichnungsgerät, in dem ihre Visionen gespeichert sind. |           |                           |                                     |                      |                                       |                        |                                 |
| 13 | 1         | Abschied für immer        | Never No More                       | 4. Feb. 1996         | 26. Mai 1996                          | James Charleston       | Glen Morgan & James Wong        |
| Der fünfte Planet des Helios-Systems wird als Heimatwelt der Chigs identifiziert. Ein Großangriff wird vorbereitet, der die Chigs in die Knie zwingen und den Krieg beenden soll. Zu diesem Zweck werden zahlreiche Kampffliegergeschwader zusammengezogen und in der Saratoga stationiert. Vor Beginn der Offensive soll der fragliche Planet durch einen Spionagesatelliten genauer erkundet werden. Die hierzu entsandten Hammerheads werden jedoch von einem feindlichen Jäger abgeschossen. Es handelt sich um den Prototyp eines Kampfschiffes, das den Hammerheads weit überlegen ist. Es kann nicht geortet werden und schlägt stets aus dem Hinterhalt zu. Nachdem mehrere Schwadronen diesem neuen Feind zum Opfer gefallen sind, erhält er den Spitznamen „Chiggy von Richthofen“. Da dieser ein englisches Nosepaint besitzt wird auch endgültig klar, dass die Chigs Menschen verstehen können. Offiziell wird seine Existenz aber nicht bestätigt. Shane macht Bekanntschaft mit diesem Flieger-As, als sie sich freiwillig der 35. Schwadron zuteilen lässt, die die Installation des Satelliten übernehmen soll. Staffelchef ist ihre alte Liebe John Oakes, dessen Heiratsantrag sie vor Jahren abgelehnt hat. Shane wurde von McQueen gewarnt und bewegt ihre Kameraden zum Abbruch der Mission, als Chiggy von Richthofen auftaucht und drei Hammerheads sowie den Satelliten abschießt. Ross entsendet alle verfügbaren Jäger, um diese Bedrohung auszuschalten. John wird den Wildcards zugeteilt. Chiggy von Richthofen wird aufgestöbert, vernichtet eine ganze Schwadron und stößt dann auf die Wildcards. Im Gefecht wird Johns Hammerhead beschädigt. Er rammt Chiggy von Richthofen, bevor dieser auf Shane feuern kann. Beide Jäger scheinen auf einem Planeten abzustürzen. Doch nur John stirbt. Der neuartige Chig-Jäger verschwindet spurlos. |           |                           |                                     |                      |                                       |                        |                                 |
| 14 | 1         | Auge um Auge              | The Angriest Angel                  | 11. Feb. 1996        | 2. Juni 1996                          | Henri Safran           | Glen Morgan & James Wong        |
| Sewell präsentiert die von ihm selbst entwickelten Baupläne für eine neuartige Rakete, in der die im Kazbek-Bergwerk geborgene Substanz als Sprengstoff zum Einsatz kommen soll. Dieses organische Erz kommt nur auf Kazbek vor und kann unglaubliche Energiemengen erzeugen. Eine damit bestückte Waffe könnte kriegsentscheidend sein. Sewell montiert die Rakete in der Saratoga persönlich, doch es kommt zu einem Zwischenfall, bei dem Sewell und andere Aero-Tech-Mitarbeiter sterben. Die Rakete bleibt unbeschädigt und kann untersucht werden. Sie wurde sabotiert. Wenig später wird ein zweiter Sabotageversuch verübt. Die Wildcards verhindern das Schlimmste und nehmen den Saboteur fest. Es ist ein Silikant vom Elroy EL-Typ. McQueen verhört ihn und erfährt Beunruhigendes. Die Chigs beobachten die Menschen schon seit langer Zeit. Sie sind über die Angriffspläne im Bilde und bereiten ihrerseits eine Offensive vor. Es muss also verhindert werden, dass die Chigs ihren neuen Kampfjäger zur Serienreife bringen. McQueen foltert den Silikanten, bis dieser ihm verrät, dass Chiggy von Richthofen auf dem vierten Planeten des Achilles-Systems stationiert ist. McQueen möchte sich dem feindlichen Flieger-As selbst stellen. Er hat jedoch Flugverbot, da er infolge einer Kriegsverletzung an Gleichgewichtsstörungen leidet und deshalb ein Innenohr-Implantat tragen muss. Er lässt das Implantat zwar entfernen, kann Ross aber nicht von seiner Einsatztauglichkeit überzeugen. Die Wildcards starten ohne ihn. Chiggy von Richthofen schießt den Hammerhead ab, der die Spezialrakete trägt. Kelly Winslows Hammerhead wird ebenfalls getroffen. Sie steigt aus, aber der Chig vernichtet ihre Rettungskapsel. Nun startet McQueen doch noch. Nach hartem Zweikampf gelingt es ihm, Chiggy von Richthofen auszumanövrieren und ihm mit zwei konventionellen Raketen den Rest zu geben. |           |                           |                                     |                      |                                       |                        |                                 |
| 15 | 1         | Der kleine Bruder         | Toy Soldiers                        | 18. Feb. 1996        | 9. Juni 1996                          | Steve Posey            | Marilyn Osborn                  |
| Neil West, Nathans jüngerer Bruder, meldet sich freiwillig für den Kriegsdienst. Seine Einheit wird auf der Saratoga stationiert. Nathan ist entsetzt. Er versucht Neil klarzumachen, dass der Krieg ein schmutziges Geschäft ist, das nichts mit den romantischen Vorstellungen der unerfahrenen Rekruten zu tun hat. Neil glaubt, Nathan wolle ihm lediglich nicht die Chance geben, sich zu bewähren. Neils Truppführer Herrick hat ähnliche Ambitionen. Er bittet darum, an einer Aufklärungsmission der Wildcards auf einem Planeten hinter den feindlichen Linien teilnehmen zu dürfen, handelt dann jedoch eigenmächtig. Die Soldaten haben strikten Befehl, in ihren Verstecken zu bleiben und zu beobachten, den Feind aber nicht anzugreifen. Herrick glaubt, Ruhm durch die Vernichtung eines Chig-Satellitenturms einheimsen zu können. Er nutzt den Konflikt zwischen Neil und Nathan aus, um Neils Widerstand zu brechen. Herricks Trupp verweigert Shanes Befehle und schickt sich an, den Turm zu sprengen. Das Bauwerk ist nur eine Attrappe. Herricks Männer tappen in die Falle und geraten unter schweren Beschuss. Die Wildcards rufen Luftunterstützung herbei und versuchen ihren im Kreuzfeuer der Chigs liegenden Kameraden bis zum Eintreffen der Verstärkung beizustehen, kommen aber zu spät. Bis auf Herrick werden alle Männer getötet. |           |                           |                                     |                      |                                       |                        |                                 |
| 16 | 1         | Feldpost                  | Dear Earth                          | 3. März 1996         | 16. Juni 1996                         | Winrich Kolbe          | Richard Whitley                 |
| Der Krieg gegen die Chigs tobt nun seit einem Jahr. Viele Soldaten waren schon seit Monaten nicht mehr zu Hause. Die Feldpost wird von allen Marines der Saratoga sehnsüchtig erwartet, aber sie hält nicht für jeden angenehme Nachrichten bereit. Vanessa erfährt (ausgerechnet während eines Kampfeinsatzes, bei dem sie vorübergehend das Augenlicht verliert) dass ihr Verlobter eine neue Freundin hat. Nathan stellt fest, dass seine Eltern noch nicht über Neils Tod unterrichtet wurden. Das offizielle Schreiben ist an die falsche Familie abgeschickt worden. Er übernimmt diese Aufgabe deshalb selbst. Shane erhält eine Videobotschaft von ihrer hochschwangeren Schwester, die für ihr Kind den Namen ihrer Mutter verwenden will. Gemäß einer alten Absprache war dieser Name für Shanes Kind (das allerdings noch lange nicht in Aussicht ist) reserviert. Cooper und McQueen sollen in einem Dokumentarfilm über Invitros mitwirken, der zur Beruhigung der seit dem Mord an UNO-Generalsekretär Chartwell angespannten Situation beitragen soll. Die Dreharbeiten finden in der Saratoga statt. Derweil organisiert Shane frische Erdbeeren mit Schlagsahne, um einen Soldaten zu bestechen, der ganz vorne in der Warteschlange des einzigen Bildtelefons steht. Die Verbindung mit ihrer Schwester kommt zustande, als diese gerade im Kreißsaal liegt. Gerührt verzichtet Shane darauf, sie zur Rede zu stellen. Shane erhält einen Orden und wird zum Captain befördert. Zu ihren neuen Privilegien gehört die Benutzung der Offizierstoiletten. Sie muss den Schlüssel allerdings dem Mann abtreten, der ihr die Erdbeeren verschafft hat. |           |                           |                                     |                      |                                       |                        |                                 |
| 17 | 1         | Ein Panzer namens Pearly  | Pearly                              | 24. März 1996        | 18. Aug. 1996                         | Charles Martin Smith   | Richard Whitley                 |
| Die Wildcards geraten bei einem Einsatz auf dem Planeten Minerva unter schweren Beschuss. Dabei wird Shane verwundet. Die Marines fliehen mit dem Panzer „Pearly“, um den weit entfernten Evakuierungspunkt erreichen zu können. Der Fahrer, Sergeant Louie Fox, hat ganz besondere Gefühle für Pearly. Er versucht den Panzer zu verteidigen, als dieser in einer improvisierten Falle steckenbleibt und wenig später von Chig-Jägern angegriffen wird. Dabei kommt Fox ums Leben. Die Falle wurde allerdings nicht von den Chigs aufgebaut, sondern von Major Cyril McKendrick, einem Soldaten der altehrwürdigen britischen Coldstream Guards. Der schrullige Major sitzt seit der Vernichtung seines Bataillons vor acht Monaten auf Minverva fest. Er hat sich in einem versteckten Bunker eingerichtet und verfügt zwar über ein Funkgerät, doch dieses kann nur empfangen, nicht senden. Seine einzige Beschäftigung besteht darin, die Chig-Funksprüche abzuhören. Auf diese Weise hat er sich als erster Mensch Kenntnisse in der Sprache der Außerirdischen angeeignet. Die Wildcards brechen auf und nehmen den widerstrebenden Briten mit. Er möchte lieber bleiben und die Chig-Sprache weiter entschlüsseln, um den Tod seiner Kameraden rächen zu können. Deshalb fällt der Verdacht auf ihn, als eine für die Weiterfahrt dringend benötigte Energiezelle spurlos verschwindet. Allerdings trägt nicht McKendrick die Schuld, sondern Paul. Bei einem Erkundungsgang ist Paul zwei Silikanten in die Hände gefallen, die von ihrem Trupp getrennt wurden und unter Energiemangel leiden. Eines der beiden Kunstwesen ist ein Elroy EL-Modell. Da alle Silikanten auf dieselben Erinnerungen zugreifen können, hat Elroy mit den seinerzeit von Paul in der Kazbek-Kolonie gemachten „Geständnissen“ ein erstklassiges Druckmittel in der Hand, um Paul zur Herausgabe der Energiezelle zu bewegen. Paul versucht die Silikanten bei der Übergabe zu zerstören. Er wird stattdessen überwältigt. Nathan steht ihm bei, aber jetzt muss Paul die Wahrheit gestehen. Seine Kameraden nehmen ihm die Sache nicht übel, schließlich wurde Paul damals gefoltert. Er selbst wird seine Schuldgefühle erst los, als er sein Leben riskiert, um im Alleingang einen gegnerischen Panzer abzuwehren. Als Elroy erscheint und Paul erschießen will, neutralisiert McKendrick den Silikanten mit Pearlys Bordmaschinenkanone. Shane zertritt den Datenträger, auf dem Elroys Erinnerungen gespeichert sind. Mit der Energie aus durch Solarzellen aufgeladenen Batterien erreicht Pearly endlich den Evakuierungspunkt. Ein ISSCV holt die Wildcards ab. McKendrick bleibt zurück, um Sprache und Taktik der Chigs weiter zu erforschen. |           |                           |                                     |                      |                                       |                        |                                 |
| 18 | 1         | Bacchus                   | R & R                               | 12. Apr. 1996        | 25. Aug. 1996                         | Thomas J. Wright       | Jule Selbo                      |
| Nach monatelangem ununterbrochenem Einsatz sind die Wildcards und McQueen restlos erschöpft. Ihre Leistungsfähigkeit lässt drastisch nach. Als sie bei einem Patrouillenflug von drei Chig-Jägern angegriffen werden, reagiert Nathan zu langsam, so dass Coopers Hammerhead getroffen wird. Cooper erleidet eine Gehirnerschütterung und wird in der Krankenstation mit Amphetaminen behandelt, obwohl allgemein bekannt ist, dass Invitros schnell süchtig nach diesem Medikament werden. Tatsächlich wirft Hawkes trotz McQueens Warnungen immer wieder eine der als „Green Meanies“ bekannten Pillen ein. Da unklar ist, wann die Wildcards während der bevorstehenden Generaloffensive „Roundhammer“ je wieder Ruhe finden werden, gewährt Ross ihnen einen 48-stündigen Erholungsurlaub, den sie im Aero-Tech-Vergnügungsschiff Bacchus verbringen sollen. In diesem Schiff, einer Mischung aus Las Vegas, New York und Disneyland im All, können selbst die ausgefallensten Wünsche befriedigt werden. Shane gewinnt eine Partie Poolbillard gegen den Silikanten Alvin EL 51583, McQueen schaut sich alte Filme mit W.C. Fields an, Paul und Vanessa kommen einander näher, Nathan und Cooper hängen in der Bar ab. Da Cooper noch nie mit einer Frau zusammen war, heuert Nathan die Prostituierte Suzie für ihn an. Allerdings ist auch sie eine Invitro, und sie ist amphetaminsüchtig. Sie versorgt Cooper mit neuen Green Meanies. Beim nächsten Kampfeinsatz kommt es deshalb fast zur Katastrophe, doch Cooper reißt sich noch einmal zusammen. Danach muss er eine Entziehungskur antreten, wenn er nicht in den Innendienst strafversetzt werden will. Seine Kameraden stehen ihm in dieser schweren Zeit bei. |           |                           |                                     |                      |                                       |                        |                                 |
| 19 | 1         | Dead Man Flying           | Stardust                            | 19. Apr. 1996        | 1. Sep. 1996                          | Jesús Salvador Treviño | D. Howard Grigsby               |
| Zur Vorbereitung von Operation Roundhammer sollen den Chigs falsche Informationen zugespielt werden, damit sie ihre Streitkräfte aus ihrem Heimatsystem abziehen. Zu diesem Zweck werden einige Leichen mit Marines-Uniformen in eine Transportfähre gesetzt. Einer davon, der wegen Mordes hingerichtete Navajo-Indianer James Dark Moon, trägt einen Koffer mit den besagten Informationen. Diese sind in der nur den Navajo bekannten Sprache abgefasst. Die Wildcards sollen den Transporter zum Planeten Eris eskortieren und ihn dort an die Chigs „verlieren“. Der Transporter wird von der Saratoga aus ferngesteuert. Zu diesem Zweck werden die Hammerheads der Wildcards mit Modulen präpariert, die mit dem Fernlenksystem verbunden sind und als Freund-Feind-Kennung dienen. Die Mission wird von General Radford geleitet und ist so geheim, dass selbst die Wildcards, McQueen und Ross zunächst nichts darüber erfahren. Die Wildcards finden die Module vor einem Probeflug und entfernen sie. Prompt werden ihre Hammerheads von der Fähre unter Feuer genommen. Nun wird zumindest Shane eingeweiht. McQueen zieht seine eigenen Schlüsse und kommt der Wahrheit auf die Spur. Er fragt sich, warum die Fehlinformationen in der Navajo-Sprache abgefasst sind, denn die Chigs müssten diese Sprache kennen, damit der Plan überhaupt funktionieren kann. Der Einsatz verläuft wie geplant. Der Transporter stürzt auf Eris ab, die Wildcards fliehen zurück zur Saratoga. James Dark Moon, ein Jugendfreund Radfords, wird posthum mit dem Montgomery Star geehrt. |           |                           |                                     |                      |                                       |                        |                                 |
| 20 | 1         | Die Vergessenen           | Sugar Dirt                          | 20. Apr. 1996        | 8. Sep. 1996                          | Thomas J. Wright       | Matt Kiene & Joe Reinkemeyer    |
| Operation Roundhammer wird gestartet. Die 15. Terrane Flotte, ein internationaler Raumschiffsverband, greift zuerst den Planeten Demios an. Die Chigs haben diese Welt vor einiger Zeit mit großem Aufwand eingenommen und nutzen seitdem das dortige Flugfeld. Diese Bedrohung muss schnellstens ausgeschaltet werden. 25.000 Marines, darunter die Wildcards, sollen Demios zurückerobern. Man erwartet erbitterten Widerstand und rechnet mit extrem hohen Verlusten. Die Landung gelingt jedoch problemlos. Die Chigs geben die Welt scheinbar kampflos auf. Tatsächlich hält sich ihre Hauptflotte in der Nähe versteckt und startet einen Gegenangriff. Das Schlachtschiff Eisenhower wird vernichtet. Alle auf Demios gelandeten Transporter und Hammerheads werden zerstört, die Marines werden überrannt. Doch diese Niederlage könnte zum größten militärischen Erfolg seit Beginn des Krieges führen, denn der Chig-Gegenangriff wird von Streitkräften geführt, die bisher Ixion beschützt haben. Der Planet wäre ein idealer Stützpunkt in unmittelbarer Nähe der Chig-Hauptwelt. Dieser taktische Fehler muss sofort ausgenutzt werden. Die gesamte Terrane Flotte zieht ab, um Ixion anzugreifen. Somit sind die Marines ohne Luftunterstützung und Nachschub auf Demios gestrandet. Zwei Monate später droht auch die Schlacht um Ixion zum Desaster zu werden. Doch in all der Zeit haben die Wildcards einen Guerillakrieg gegen die Chigs geführt. Täglich um 19:00 Uhr funkt Shane einen Lagebericht an die Saratoga. Es gelingt den Wildcards sogar, das Flugfeld wieder zu besetzen. Dadurch wird die Kampfmoral der Flotte gestärkt. Ixion wird erobert. Weitere drei Wochen vergehen, bis die völlig ausgehungerten und demoralisierten Marines von Demios evakuiert werden können. Nur etwa 2000 Soldaten haben überlebt. |           |                           |                                     |                      |                                       |                        |                                 |
| 21 | 1         | Begegnung der dritten Art | And If They Lay Us Down to Rest ... | 26. Mai 1996         | 15. Sep. 1996                         | Vern Gillum            | Glen Morgan & James Wong        |
| Die Chigs halten die ihnen zugespielten Falschinformationen für wahr und führen einen Großangriff auf einen Planeten durch, der für die Menschen keinerlei Bedeutung hat. Somit ist die Chig-Heimatwelt relativ schutzlos. Als Vorauskommando für die anfliegende Terrane Flotte landen die Wildcards auf 2064K (Codename „Anvil“), einem Mond der feindlichen Hauptwelt. Sie sollen unter anderem ein provisorisches Anflugleitsystem installieren, das die Landung auf der Chig-Welt erleichtern soll. Auf Anvil stoßen die Wildcards nicht nur auf die zu erwartenden Chig-Patrouillen, sondern auch auf ein intelligentes Wesen unbekannter Herkunft. Im Gegensatz zu allen Chigs, denen man bisher begegnet ist, trägt es keine Ganzkörperrüstung. Es könnte also einer dritten Art angehören. Es stellt sich heraus, dass das Wesen ein Höhlensystem bewacht, in dem unzählige Brutkammern für ungeborene Artgenossen untergebracht sind. Die Wildcards würden das Wesen gern verschonen und vor dem unmittelbar bevorstehenden Angriff warnen, dürfen aber keine Gefährdung der Operation Roundhammer riskieren. Nur Cooper ist dafür, das Wesen zu töten. Doch als er ihm Auge in Auge gegenübersteht, entscheidet er sich anders und führt den Fremden ins Freie. Mit Hilfe der Bilder eines Comichefts gelingt es Cooper, dem Fremden klarzumachen, dass die Vernichtung von Anvil droht. Dann werden die Wildcards abgeholt. Wenig später nähert sich ein Chig-Schiff der Terranen Flotte. Als es das Wort „Frieden“ im Morsecode funkt, erhält es Landeerlaubnis. Der Pilot wird in einem Raum der Saratoga verhört, die mit einer für ihn verträglichen Atmosphäre geflutet ist. Der Chig kann somit den Helm abnehmen. Er sieht genauso aus wie das Wesen, das die Wildcards auf Anvil verschont haben. |           |                           |                                     |                      |                                       |                        |                                 |
| 22 | 1         | Für immer treu            | ... Tell Our Moms We Done Our Best  | 2. Juni 1996         | 22. Sep. 1996                         | Thomas J. Wright       | …Tell Our Moms We Done Our Best |
| In einer Ansprache an die Menschheit verkündet UNO-Generalsekretärin Hayden den Frieden, obwohl niemand weiß, ob das Angebot der Chigs womöglich eine Falle ist, und ob der Chig-Unterhändler überhaupt für sein ganzes Volk spricht. Das Überraschungsmoment für Operation Roundhammer ist jedenfalls verloren, denn eine feindliche Flotte nähert sich. Außerdem wird klar, dass die Wildcards dem Feind die Angriffspläne verraten haben. Sie werden vom Dienst suspendiert. Als die Chig-Schiffe jedoch auf ein Signal des Unterhändlers hin abdrehen, und als dieser die Freilassung von gefangenen menschlichen Kolonisten ankündigt, beginnen die Militärs ihm zu vertrauen. Der Chig besteht darauf, mit dem Aero-Tech-Mann Allen Wayne zu sprechen. Nachdem dieser in der Saratoga eingetroffen ist, können die Friedensverhandlungen endlich beginnen. Da Ross erkrankt ist, wird er von McQueen vertreten. Der Chig hat eine Aufsehenerregende Mitteilung zu machen: Angeblich ist das Leben sowohl auf der Erde als auch auf Anvil aus derselben Quelle entstanden. Die Chigs haben sich ursprünglich auf Anvil entwickelt, deshalb ist der Himmelskörper für sie ein heiliger Ort. Sie kennen die Erde seit 300.000 Jahren und haben die Menschheit schon lange beobachtet. Die Verhandlungen gehen katastrophal schief, als der Chig behauptet, Aero-Tech habe nicht nur hiervon gewusst, sondern auch davon, dass Tellus zum Hoheitsgebiet der Chigs gehört. Angeblich wurde Aero-Tech sogar gewarnt. Wayne widerspricht und provoziert den Unterhändler derart, dass dieser aus seiner Sicherheitskammer ausbricht und ihn tötet. Eine Bombe explodiert, der alle Anwesenden außer McQueen zum Opfer fallen. Der Colonel überlebt, verliert aber seinen rechten Unterschenkel. Inzwischen hat sich das Transportschiff mit den Kolonisten auf den Weg zur Saratoga gemacht. Nach dem Scheitern der Verhandlungen wird es von Chig-Jägern angegriffen und beschädigt. Ross ignoriert die Suspendierung der Wildcards und schickt sie los, um die Kolonisten zu retten. Die Wildcards docken mit einem zweiten Transporter an, reparieren die Antriebssysteme des anderen Schiffes und übernehmen die Kolonisten. Nathan ist überglücklich: Kylen gehört zu den Überlebenden. Als erneut feindliche Jäger angreifen, werden die beiden Transporter getrennt. Einer wird getroffen. Dadurch wird das Cockpit mit Shane und Vanessa an Bord vom Rumpf abgetrennt. Shane will versuchen, auf dem Planeten 2063Y notzulanden. Nathan muss das Transportmodul seines Schiffes abkoppeln, um das andere Modul, in dem sich die Kolonisten befinden, retten zu können. Paul kann das abgekoppelte Modul nicht rechtzeitig verlassen. Er feuert weiter mit der Bordkanone auf die Chigs. Trümmer eines Jägers treffen das Modul und zerfetzen es. Nathan und Cooper bringen die Kolonisten sicher zur Saratoga. |           |                           |                                     |                      |                                       |                        |                                 |

## Synchronisation
Die deutschsprachige Synchronisation stammt von der Synchronfirma Interopa Film nach einem Dialogbuch von Markus Engelhardt, verantwortlich für die Dialogregie war Dietmar Wunder.
| Rolle                          | Darsteller/in     | Deutsche Synchronstimme |
| ------------------------------ | ----------------- | ----------------------- |
| Capt. Shane Vansen             | Kristen Cloke     | Maud Ackermann          |
| Lt. Cooper Hawkes              | Rodney Rowland    | Nicolas Böll            |
| Lt. Nathan West                | Morgan Weisser    | Frank Schaff            |
| Lt. Paul Wang                  | Joel de la Fuente | David Nathan            |
| Lt. Vanessa Damphousse         | Lanei Chapman     | Dennenesch Zoudé        |
| Lt. Col. Tyrus Cassius McQueen | James Morrison    | Bodo Wolf               |
| Commodore Ross                 | Tucker Smallwood  | Thomas Wolff            |

In der späteren deutschen Synchronisation bzw. Bearbeitung wurde im Pilotfilm der Song Blitzkrieg Bop von den Ramones auf der Mini-CD der alten Mars-Raumsonde, die Lt. Cooper Hawkes nochmals im Jagdflieger abspielt, durch einen anderen Titel ersetzt.

## Effekte
Die Effektschmiede Area51 war für die Tricktechnik verantwortlich. Gegründet wurde die Unternehmung von Ken Stranahan und Tim McHugh. Als digital animation supervisor bzw. visual effects producer waren sie mitverantwortlich für das Ambiente und die Rasanz der Action in der Serie. Ihr Kollege Glenn Campbell war visuell effects supervisor und überwachte die Dreharbeiten mit den Schauspielern, um das gedrehte Material später mit den CGI-Effekten besser kombinieren zu können. Blue Screen wurde hierbei nur in Szenen verwendet, wenn Schauspieler darin vorkamen (zum Beispiel Cockpitaufnahmen). Alle reinen Raumschiff-Szenen sind CGI. Die Raumschiffe wurden von Area51 in Zusammenarbeit mit Bernard Hides, dem Produktionsdesigner, erstellt. So erschuf das Team zum Beispiel die USS Saratoga (einige Details der Raumschiffe wurden auch von Animationskünstler Scott Wheeler und Karl Denham erschaffen). In den ersten drei Episoden wurden 150 CGIs mit Lightwave 3D kreiert.

## Preise und Nominierungen
Die Serie war für den Emmy 1996 in der Kategorie Outstanding Individual Achievement in Music Composition for a Series und Outstanding Special Visual Effects nominiert. Zudem auch als Best Genre Television Series bei den Saturn Awards. Sie gewann aber keinen.
Nur bei den Universe Reader’s Choice Award gewann die Serie in den Kategorien Best Actress in a Genre TV Series (Kristen Cloke), Best Direction for a Genre TV Series (David Nutter für den Pilotfilm) und Best Writing for a Genre TV Series (Glen Morgan und James Wong).

## Veröffentlichung auf DVD
Der Pilotfilm und die Serie erschienen in Deutschland am 5. Dezember 2011 getrennt voneinander auf DVD. Die Tonspur steht in englischer und deutscher Sprache zur Verfügung.

## Sonstiges
Den Drill-Instructor bei der Ausbildung der zukünftigen Marines spielt R. Lee Ermey. Ermey war mit einer fast identischen Rolle in Stanley Kubricks Kriegsfilm Full Metal Jacket bekannt geworden.
In den USA sind fünf Comic-Hefte zur Serie erschienen, wobei drei die Geschichte des Pilotfilmes nacherzählen und zwei Hefte eine zusätzliche Story enthalten. In Deutschland erschienen diese als zwei Bände bei Feest Comics im Ehapa Verlag. Zum Pilotfilm (1996) und die eigenständige Geschichte Die Herausforderung (1997).
Peter Telep schrieb zwei Romane zur Serie. Der erste erschien 1996 in Deutschland unter dem Titel Space: Above and Beyond – Inferno im All bei vgs. Darauf folgte 1997 Space: Above and Beyond – Winter der Vernichtung, ebenfalls bei vgs.
Weiterhin wurden im englischsprachigen Raum vier Young-Adult-Bände mit Nacherzählungen einzelner Episoden veröffentlicht, von denen die ersten beiden auch auf deutsch bei vgs erschienen sind: Angriff aus dem All von Easton Royce und Kopf oder Zahl von Dina Anastasio.
William Voltz beschrieb in einer seiner Kurzgeschichten dasselbe Szenario. Krieg zwischen Menschen und Außerirdischen, und am Ende stellte sich heraus, der Mensch war der Aggressor und begann den Krieg.